# اندیس رودآب
رودآب یک اندیس  است که در حوالی شهر جبال بارز استان کرمان قرار دارد   